# Ngọc Môn
Ngọc Môn (giản thể: 玉门; phồn thể: 玉門; bính âm: Yùmén) là một thành phố cấp phó địa của địa cấp thị Tửu Tuyền, tỉnh Cam Túc, Trung Quốc. Thành phố có dân số năm 2000 là 116.194 người. Thành phố nằm trên Con đường tơ lụa và được biết đến với ngành sản xuất dầu mỏ.

### Nhai đạo
- Ủy ban quản lý khu Lão Sơn (老市区管理委员会)
- Tân Thị Khu (新市区街道)

### Trấn
- Ngọc Môn Đông (玉门东镇)
- Ngọc Môn (玉门镇)
- Xích Kim (赤金镇)
- Hoa Hải (花海镇)

### Hương
| - Hạ Tây Hiệu (下西号乡) - Hoàng Áp Loan (黄闸湾乡) - Liễu Hà (柳河乡) - Xương Mã (昌马乡) | - Thanh Tuyền (清泉乡) - Liễu Hồ (柳湖乡) - Thất Đông Than (七敦滩乡) |

### Hương dân tộc
- Hương dân tộc Đông Hương-Đốc Sơn Tử (独山子东乡族乡)
- Hương dân tộc Đông Hương-Tiểu Kim Loan (小金湾东乡族乡)

### Khác
- Nông trường Quốc doanh Ẩm Mã (国营饮马农场)
- Nông trường Quốc doanh Hoàng Hoa (国营黄花农场)
- Công ty nông nghiệp khai hoang Dụ Thịnh Cam Túc (甘肃农垦裕盛农业公司)
- Công ty công trình kiến trúc khai hoang tỉnh Cam Túc (甘肃省农垦建筑工程公司)
- Khu khai khoáng Cam Túc (甘肃矿区)